# Тонкерис (Толебийский район)
Тонкерис (каз. Төңкеріс) — село в Толебийском районе Туркестанской области Казахстана. Входит в состав Каратобинского сельского округа. Находится примерно в 41 км к востоку от центра города Ленгер. Код КАТО — 515853500.

## Население
В 1999 году население села составляло 509 человек (255 мужчин и 254 женщины). По данным переписи 2009 года, в селе проживало 609 человек (277 мужчин и 332 женщины).